# Еманжелинка (село)
Еманжели́нка — село в Еткульском районе Челябинской области. Административный центр Еманжелинского сельского поселения. 

## История
Еманжелинка была основана на реке Еманжелинке как казачья деревня по ордеру оренбургского губернатора в 1770 году, на месте деревни Еманжелинской, появившейся в 1769 году.

## География
Через село протекает одноимённая река. Ближайшие населённые пункты: посёлок Сары и посёлок городского типа Зауральский. Расстояние до районного центра села Еткуль 20 км.

## Население
| 2002 | 2010  | 2021  |
| ---- | ----- | ----- |
| 4147 | ↗4453 | ↘4128 |

Гендерный состав
По данным Всероссийской переписи 2010 года численность населения села составляла 4453 человека (2095 мужчин и 2358 женщин).

## Улицы
Уличная сеть села состоит из 28 улиц.